# Liste der Bodendenkmäler in Halfing
Auf dieser Seite sind die Bodendenkmäler in der oberbayerischen Gemeinde Halfing zusammengestellt. Diese Tabelle ist eine Teilliste der Liste der Bodendenkmäler in Bayern. Grundlage ist die Bayerische Denkmalliste, die auf Basis des Bayerischen Denkmalschutzgesetzes vom 1. Oktober 1973 erstmals erstellt wurde und seither durch das Bayerische Landesamt für Denkmalpflege geführt wird. Die folgenden Angaben ersetzen nicht die rechtsverbindliche Auskunft der Denkmalschutzbehörde.

## Bodendenkmäler in Halfing
| Lage                    | Objekt | Akten-Nr.     | Bild                                              |
| ----------------------- | --- | ------------- | ------------------------------------------------- |
| (Standort)              | Straße der römischen Kaiserzeit (Teilstück der Trasse Augsburg–Salzburg) mit begleitenden Materialentnahmegruben.                                                   | D-1-8039-0022 |                                                   |
| (Standort)              | Burgstall des Mittelalters und der frühen Neuzeit (Schloss Forchtenegg).                                                                                            | D-1-8039-0023 | Burgstall des Mittelalters und der frühen Neuzeit |
| Kirchplatz 1 (Standort) | Untertägige mittelalterliche und frühneuzeitliche Befunde und Funde im Bereich der katholischen Pfarrkirche Mariä Himmelfahrt in Halfing und ihrer Vorgängerbauten. | D-1-8039-0086 | weitere Bilder                                    |